# Stéfanos Voskarídis
Stéfanos Voskarídis (en grec moderne : Στέφανος Βοσκαρίδης, né le 1er février 1980 à Paphos) est un footballeur chypriote. Il occupe le poste de milieu de terrain.

## Carrière
- 1996-1999 :  Apollon Limassol
- 1999-2004 :  PAOK Salonique
- 2004-2005 :  PAE Ergotelis Héraklion
- 2005-2006 :  PAE Veria
- 2006-2008 :  GS Kallithea
- 2008-2009 :  Anorthosis Famagouste[1]
- 2009 :  Enosis Neon Paralimni (prêt)
- 2009- :  Nea Salamina Famagouste